# Рубченки
Ру́бченки — село в Україні, у Володарській селищній громаді Білоцерківського району Київської області. Розташоване на обох берегах річки Рогозянка (притока Росі) за 18 км на північний захід від смт Володарка. Населення становить 760 осіб (станом на 2001 рік).

## Населення
Станом на 1989 рік у селі проживало 824 особи, серед них — 349 чоловіків і 475 жінок.
За даними перепису населення 2001 року у селі проживало 760 осіб. Рідною мовою назвали:
| Мова       | Кількість осіб | Відсоток |
| ---------- | -------------- | -------- |
| українська | 737            | 96,97 %  |
| російська  | 14             | 1,84 %   |
| румунська  | 3              | 0,39 %   |
| молдавська | 1              | 0,13 %   |
| інші       | 5              | 0,67 %   |

## Відомі люди
- Корбут Степан Іванович (1890—1921) — виконувач обов'язки скарбника куреня і начальник господарчої частини 4-ї Київської дивізії Армії УНР, Герой Другого Зимового походу.
- Мосійчук Олег Валентинович (1980—2014) — солдат Збройних сил України, учасник російсько-української війни.
- Хмель Роман Володимирович (1984—2022) — солдат ЗСУ, підірвався на броньованій машині під час деокупації Харківської області 26 вересня 2022 року в російсько-українській війні. Похований на кладовищі міста Боярка Київської області.

## Галерея

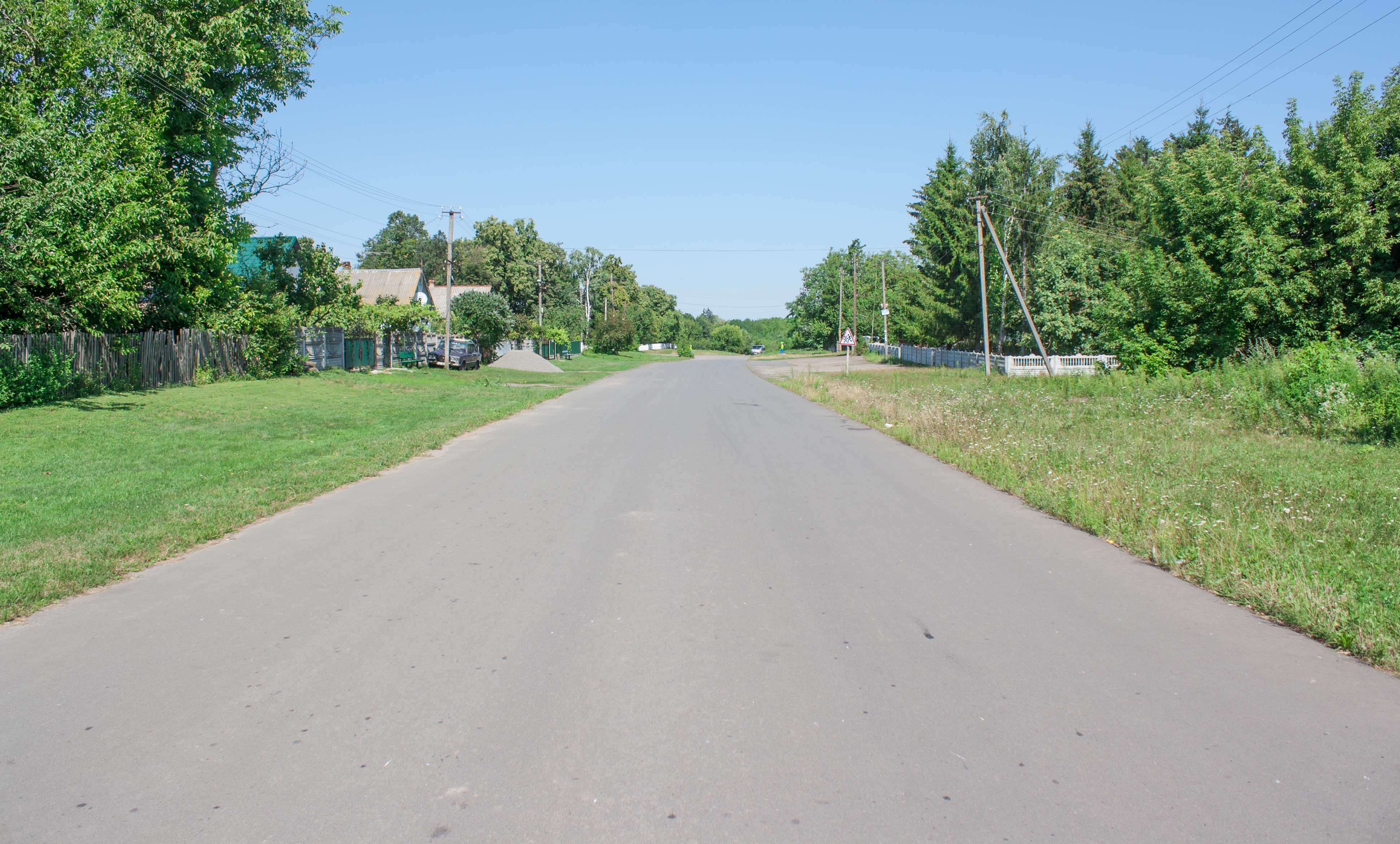
Вулиця Плугатаря
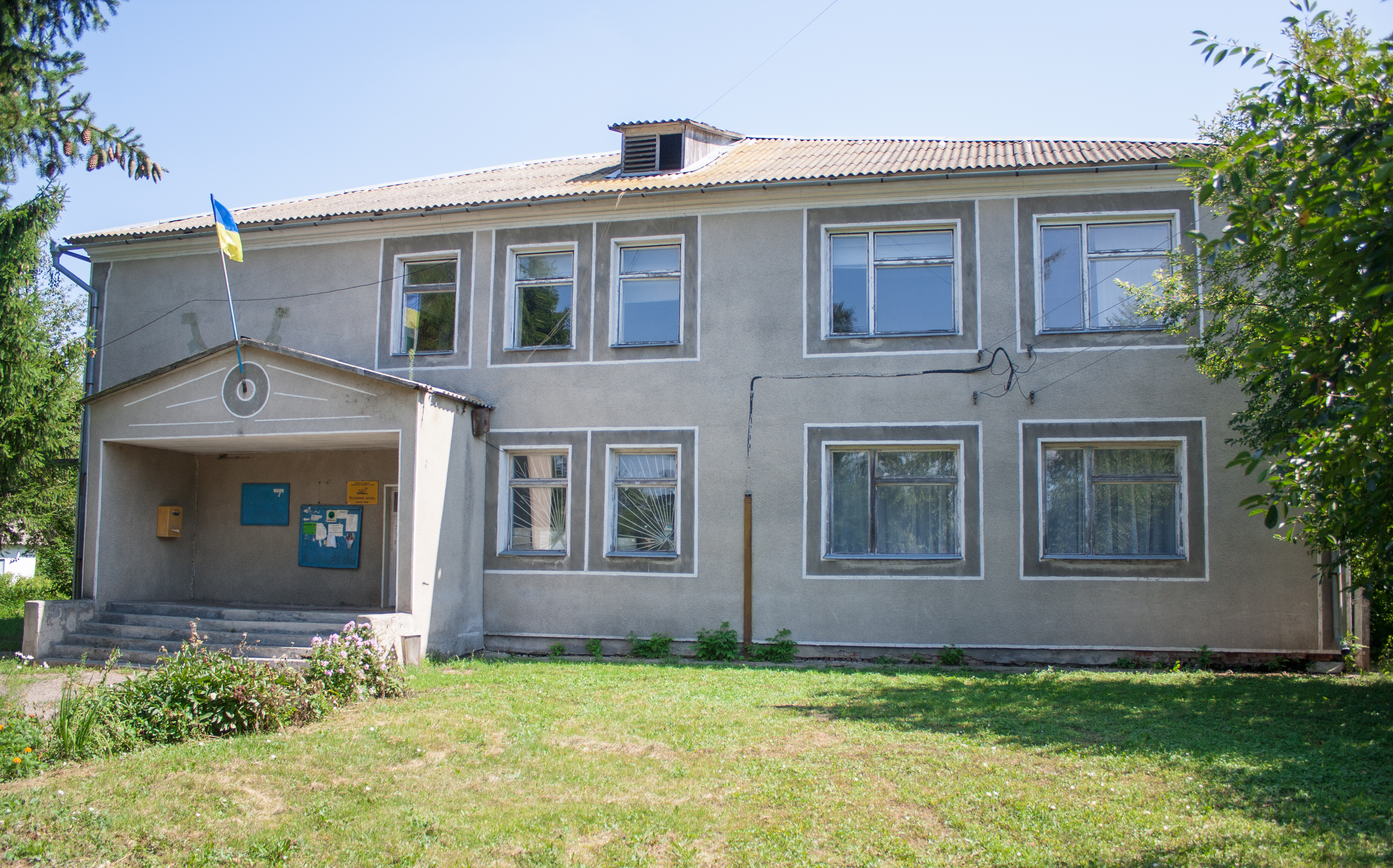
Сільська рада
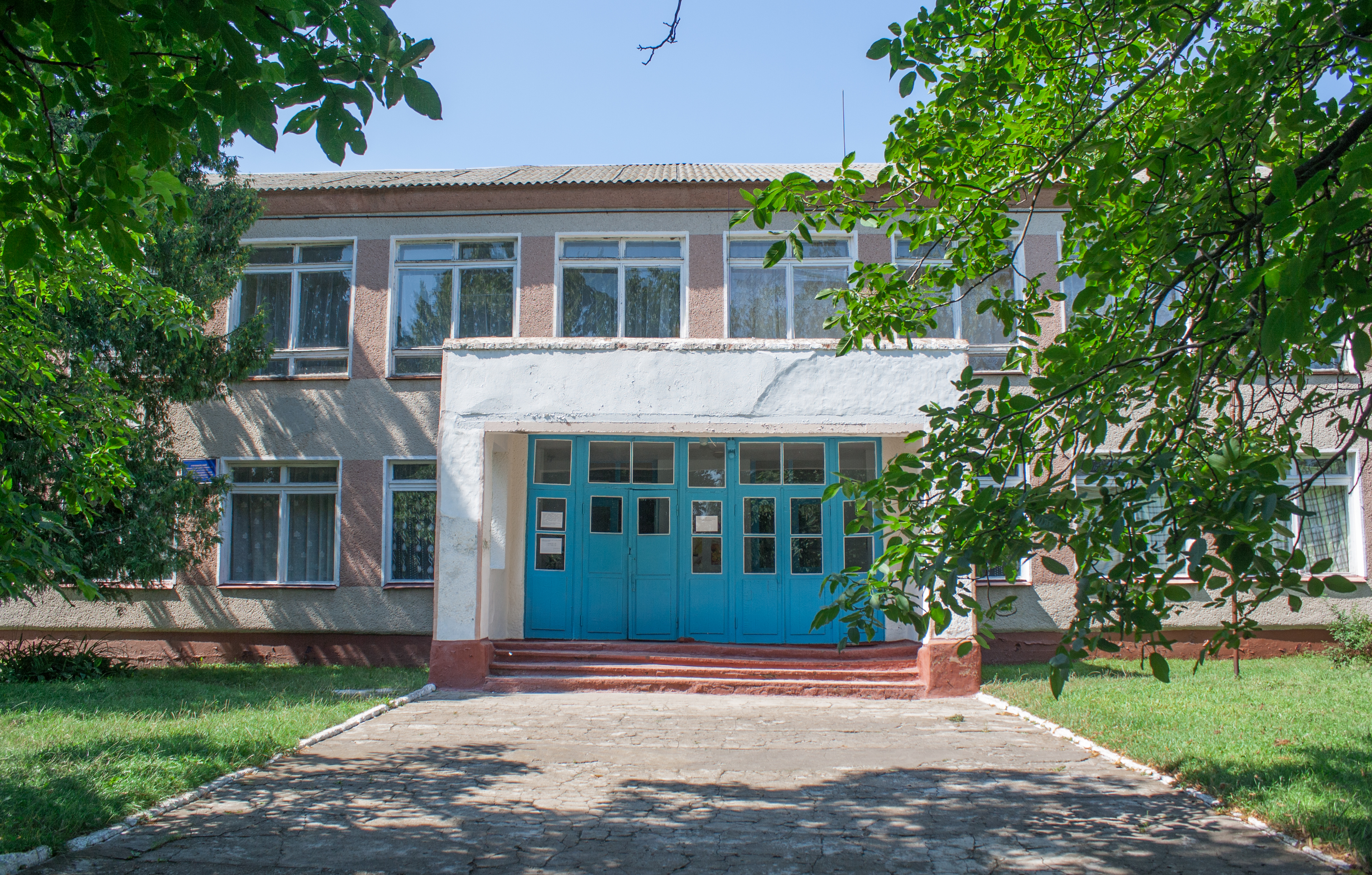
Школа
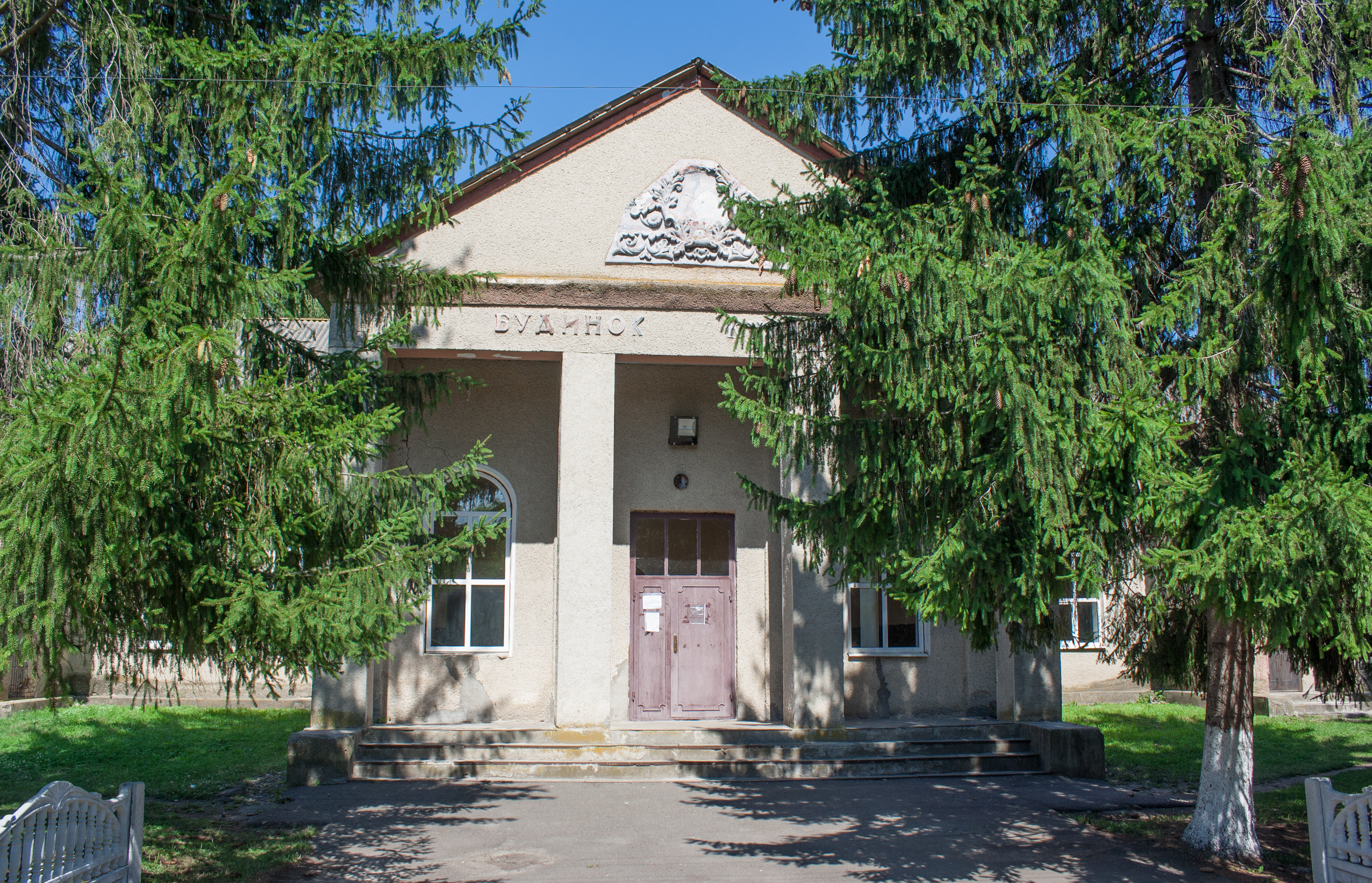
Будинок культури
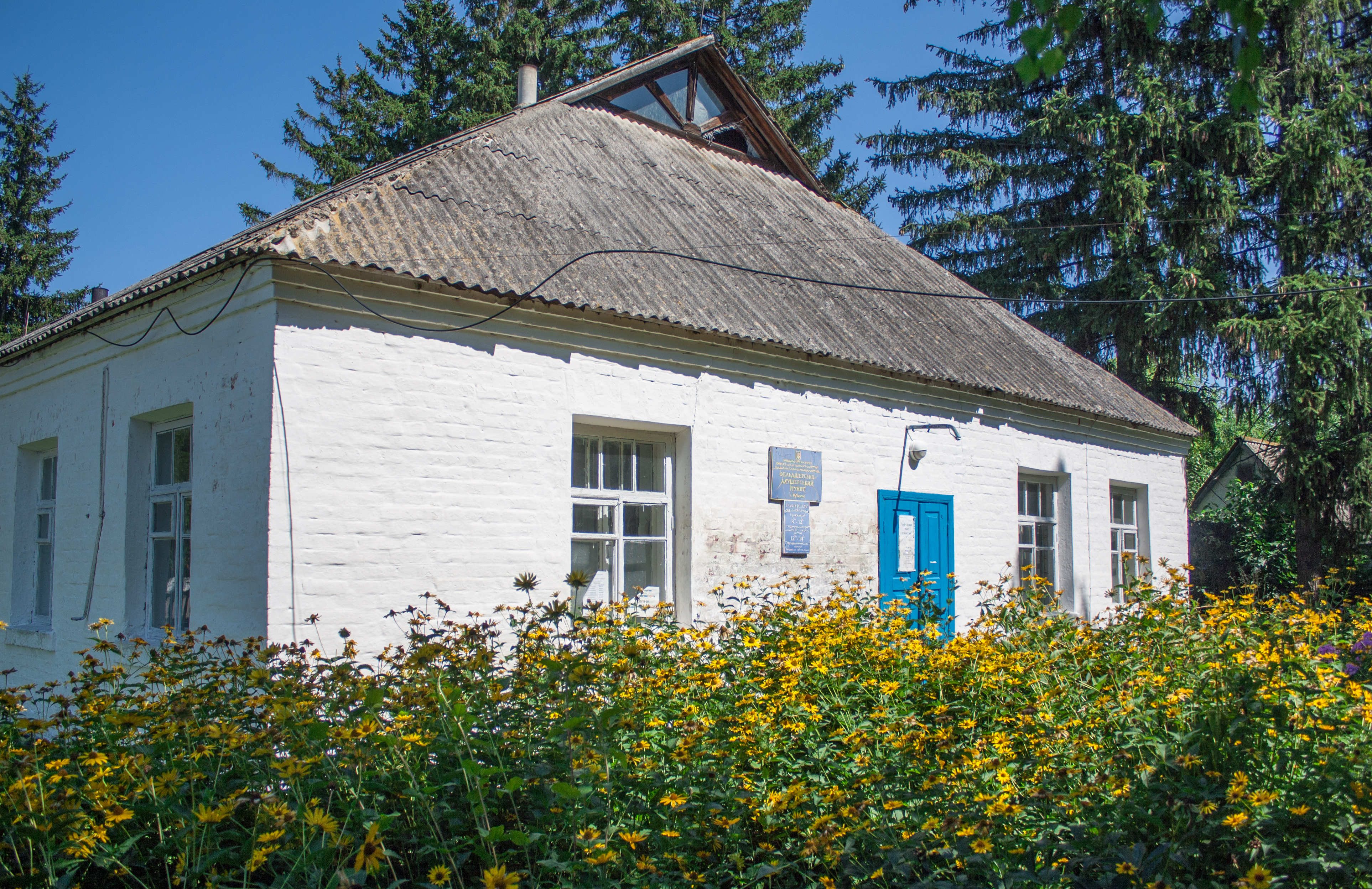
ФАП
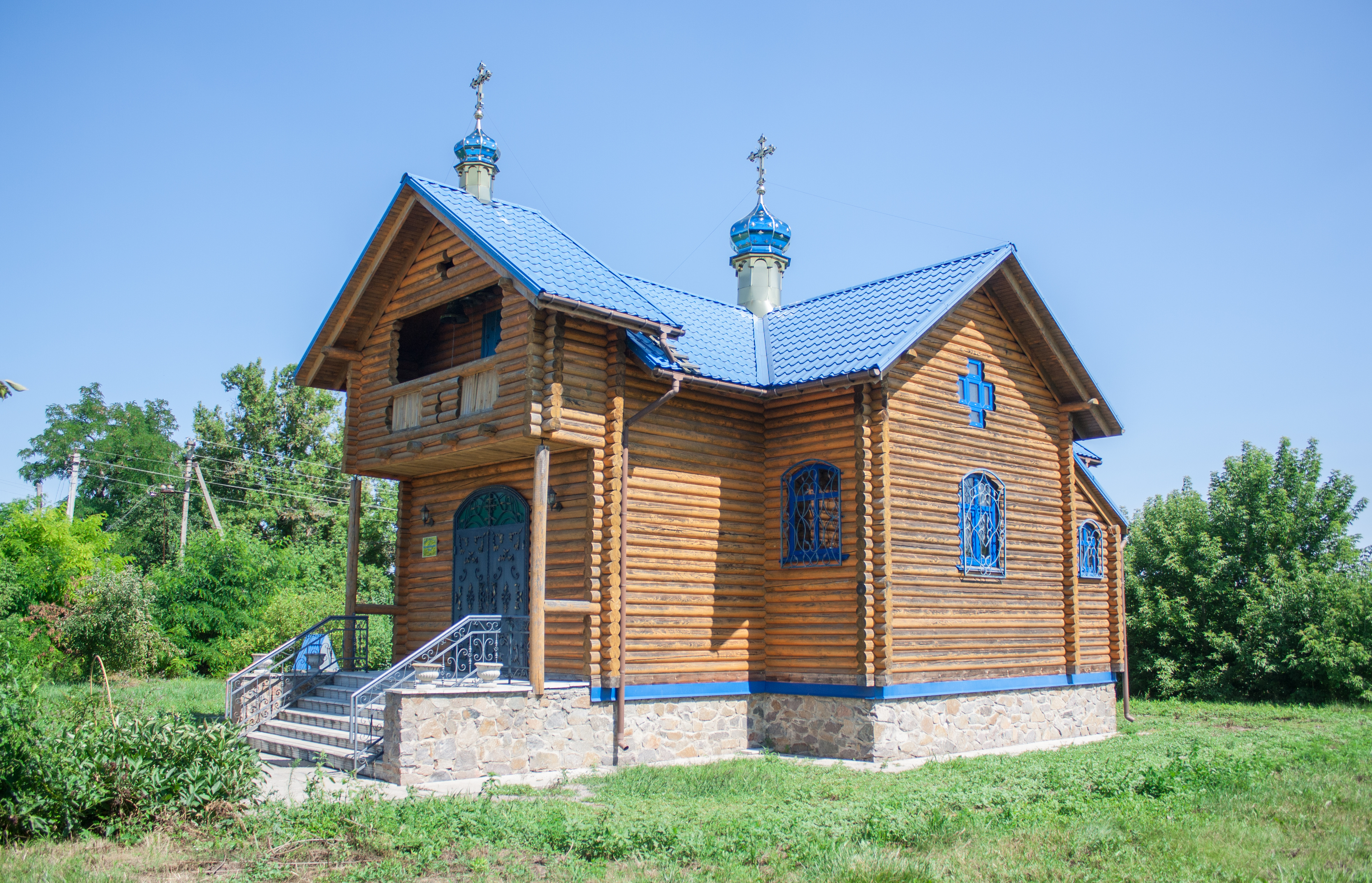
Церква
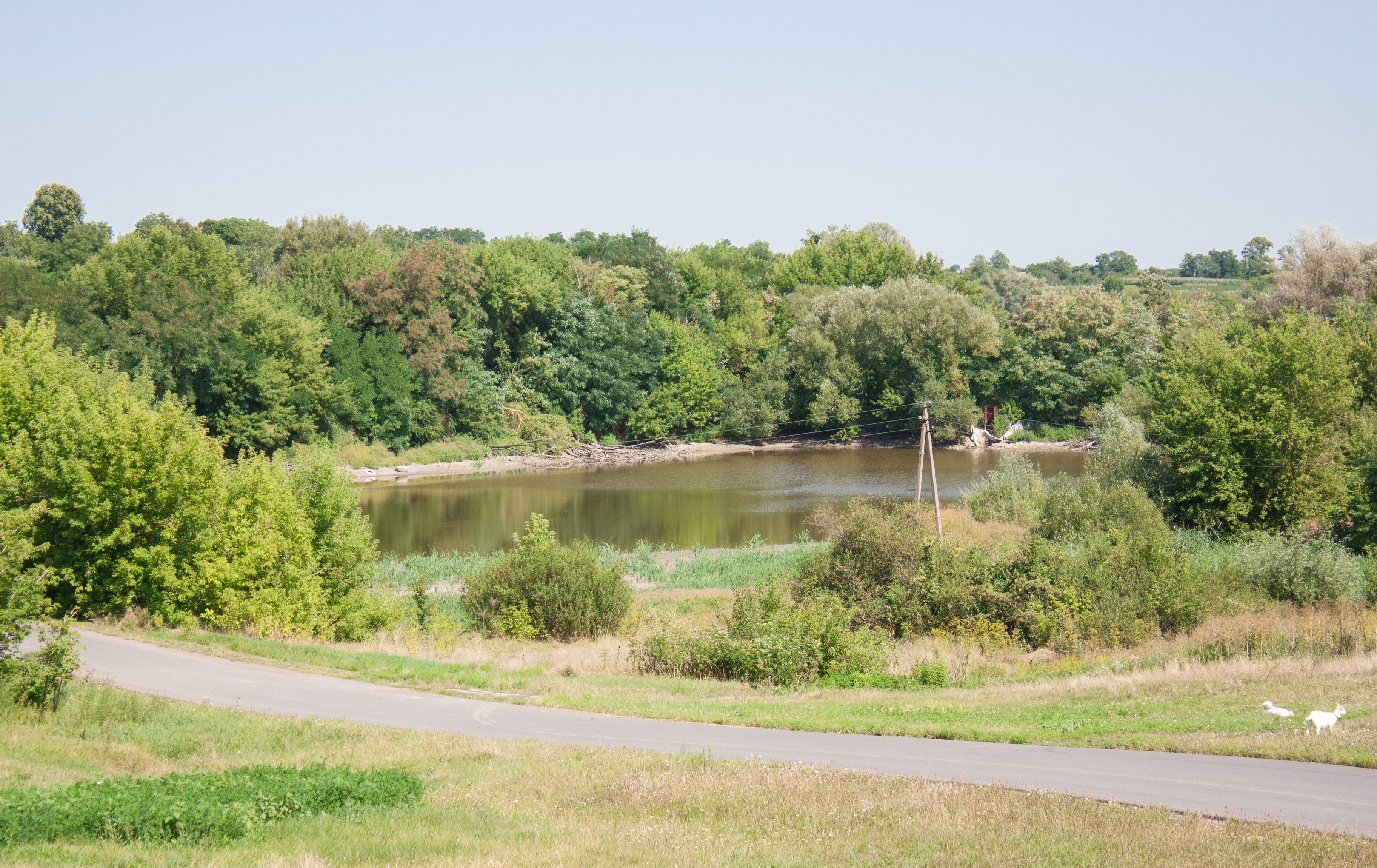
Ставок на річці Рогозянка
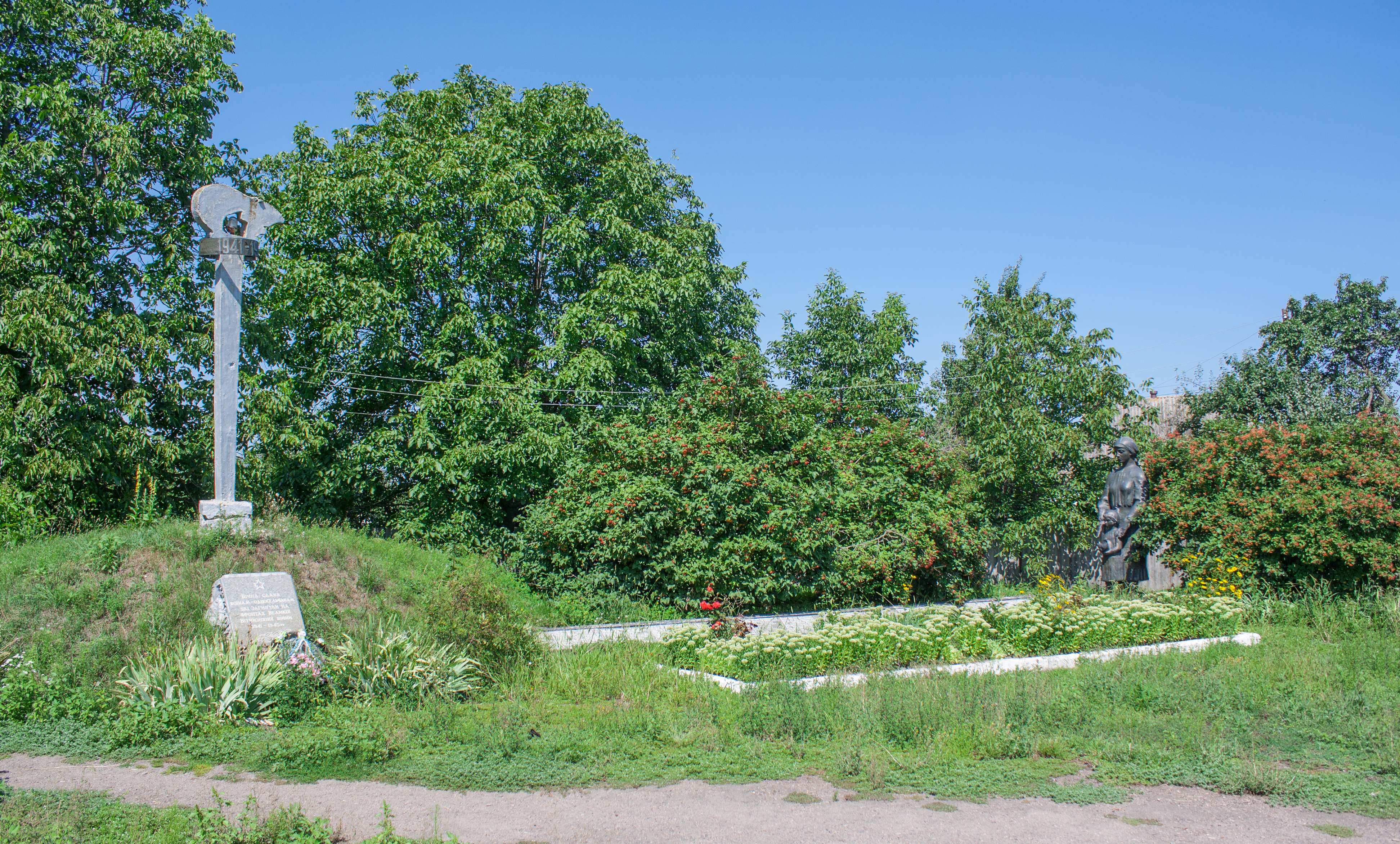
Пам'ятник воїнам-односельцям
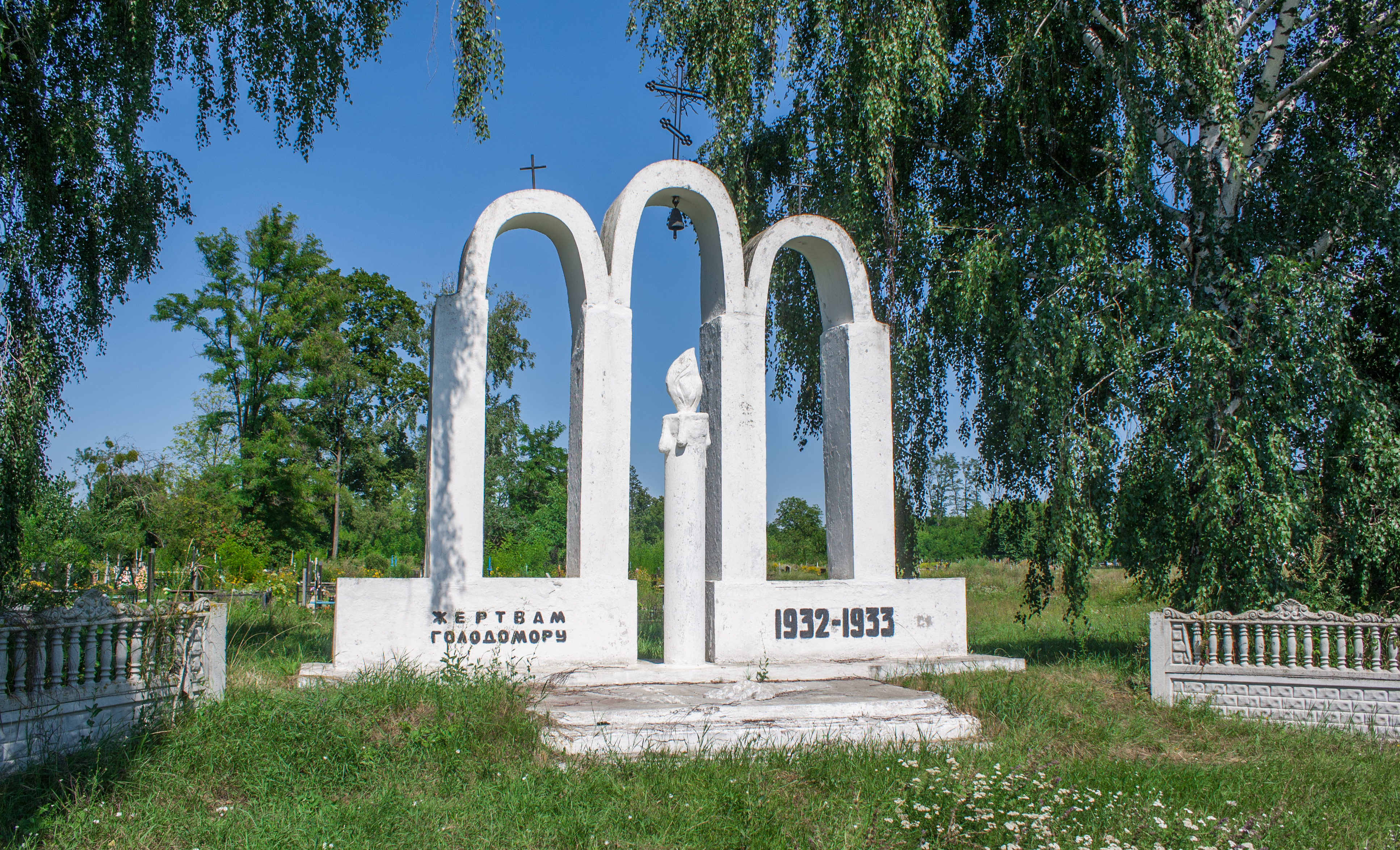
Пам’ятник жертвам Голодомору